# 科諾瓦洛瓦
47°29′38″N 35°32′28″E / 47.49389°N 35.54111°E
科諾瓦洛瓦（烏克蘭語：Коновалова）是位於烏克蘭東南部的村莊，由扎波羅熱州瓦西里夫卡區的瓦西里夫卡區市鎮負責管轄。該村始建於1926年，面積2.92平方公里，海拔高度103米，2001年人口45，人口密度每平方公里15.4人。